# Type 22 (lớp tàu tên lửa)
Tàu tên lửa kiểu 022 (NATO gọi bằng tàu tên lửa lớp Houbei (紅稗)) là một lớp tàu tên lửa của Hải quân Quân Giải phóng Nhân dân Trung Quốc. Chiếc đầu tiên trong kiểu này xuất xưởng tháng 4 năm 2004. Đến giữa năm 2010, hải quân Trung Quốc đã được trang bị khoảng 60 chiếc và đã ngừng sản xuất loại này thay vào đó là loại tàu corvette Type 056 mới hơn. Hiện đã dừng sản xuất loại tàu này.
Đây là loại tàu tấn công chớp nhoáng bằng tên lửa, có cấu tạo kiểu hai thân xuyên sóng và có khả năng tàng hình.